# Phlebosotera mollis
Phlebosotera mollis är en tvåvingeart som beskrevs av Oswald Duda 1927. Phlebosotera mollis ingår i släktet Phlebosotera och familjen smalvingeflugor.
Artens utbredningsområde är Cypern. Inga underarter finns listade i Catalogue of Life.